# Night of the Sentinels: Part I
Night of the Sentinels: Part I, llamado La Noche de los Centinelas Parte I en Hispanoamérica, es el primer episodio de la primera temporada de la serie de televisión animada X-Men. El capítulo se emitió oficialmente el 31 de octubre de 1992 y fue escrito por Mark Edward Edens. La ilustración estuvo a cargo de Marie Severin.
Este episodio cuenta la historia de una joven mutante llamada Júbilo, quién es perseguida por una agencia antimutante; la misma conserva un registro de todos los mutantes. El episodio también muestra a otros personajes importantes como Tormenta, Rogue, Gambito, Guepardo, Bestia, Morfo, Jean Grey, Charles Xavier y Cíclope. Los villanos que aparecen por primera vez son los llamados Centinelas, unos robots programados para capturar a los mutantes y la aparición de Leónidas al principio del capítulo. También aparece Magneto en un programa de televisión.
Según la crítica, se le considera uno de los episodios más esenciales de la serie animada. Asimismo, el sitio web estadounidense Vulture le define como uno de los «15 episodios imprescindibles de X-Men: La serie animada».

## Sinopsis
El episodio comienza con una serie noticias relacionadas con ataques de mutantes a personas civiles; entre los mutantes aparece Leónidas. Después se muestran a los padres adoptivos de Júbilo hablando sobre la agencia de control de mutantes, un programa que busca proteger y ayudar a los mutantes. Más tarde, los Centinelas intentan detener a Júbilo en un centro comercial. Sin embargo, los Centinelas son detenidos por un grupo de mutantes que estaban de compras en el centro comercial. Tormenta, uno de los personajes importantes de la saga y quien apareció en el centro comercial explica a Júbilo que el propósito de los X-Men es luchar por la existencia pacífica entre humanos y mutantes. Mientras que los X-Men son informados sobre el incidente en el centro comercial, Júbilo deja la mansión de Charles Xavier para visitar a sus padres adoptivos. Allí, ella es emboscada y capturada por los Centinelas.
Los X-Men descubren que el grupo que ejecuta el programa de Registro de Mutantes pretende asesinar a todos los mutantes. Tormenta fue asignada la líder para dirigir la operación de rescate de Júbilo en la sede de la Agencia de Control de Mutantes, junto a Bestia, Morfo y Guepardo; la misma también se  ejecuta para destruir los archivos de registro. Los cuatro mutantes se internan, mientras Cíclope, Gambito y Rogue observan desde el exterior. En este episodio, Morfo es atacado por un Sentinela y abandonado, después del retiro del grupo de la base.

## Reparto
Reparto principal del primer episodio:
| Actor            | Personaje          |
| ---------------- | ------------------ |
| Cedric Smith     | Charles Xavier     |
| Cathal J. Dodd   | Guepardo           |
| Norm Spencer     | Cíclope            |
| Catherine Disher | Jean Grey          |
| Iona Morris      | Tormenta           |
| Chris Potter     | Gambito            |
| Lenore Zann      | Titania            |
| George Buza      | Bestia             |
| Ron Rubin        | Morfo              |
| Alyson Court     | Júbilo             |
| Len Carlson      | Robert Kelly       |
| Don Francks      | Leónidas           |
| Barry Flatman    | Henry Peter Gyrich |
| Brett Halsey     | Bolivar Trask      |
| David Fox        | Centinelas         |